# Richard Rudolf Walzer
Richard Rudolf Walzer FBA (* 14. Juli 1900 in Berlin; † 16. April 1975 in Oxford) war ein deutsch-britischer Altphilologe, Philosoph und Orientalist. Er spezialisierte sich auf griechische und arabische Philosophie und war Mitglied der British Academy.

## Biografie
Richard Walzer wurde als Sohn des jüdischen Kaufmanns Max Walzer und seiner Frau Elfriede geboren, legte 1918 das Abitur am Werner-Siemens-Realgymnasium in Berlin-Schöneberg ab. Er studierte zunächst Medizin und Hebräisch an der Friedrich-Wilhelms-Universität Berlin. Nachdem er Vorlesungen bei Ulrich von Wilamowitz-Moellendorff gehört hatte, wechselte er 1919 zur Gräzistik.
1927 wurde er über Magna Moralia und Aristotelische Ethik promoviert. Dabei lieferte er Belege für die herrschende Meinung, wonach die Magna Moralia nicht von Aristoteles stamme, gegen den Versuch Hans von Arnims, die MM als Frühwerk des Aristoteles auszuweisen. Im gleichen Jahr wurde er Assistent an der Berliner Universität, 1932 habilitierte er über Studien zur Einheit des Herodoteischen Geschichtswerks, wurde Privatdozent für klassische Philologie. In seiner Antrittsvorlesung über Klassische Altertumswissenschaft und Orientalistik verdeutlichte er die Tradition des griechischen Denkens in der arabischen Philosophie.
1933 wurde er als Jude entlassen, während er mit seiner Frau Italien besuchte. Freunde warnten ihn vor einer Rückkehr nach Deutschland. Walzer blieb bis 1938 in Italien, lehrte griechische Philosophie an der Universität Rom und übersetzte Heraklit ins Italienische.
Als auch Italien für Juden gefährlich wurde, wechselte er nach Großbritannien. 1942 fand er eine Stelle am Oriel College der Oxford University. Zunächst war er Dozent für griechische Philosophie. 1945 wurde er Lektor für mittelalterliche Philosophie. 1950 wurde für ihn ein Lehrstuhl für späte griechische und mittelalterliche arabische Philosophie geschaffen. 1962 wechselte er innerhalb der Oxford University vom Oriel College an das St Catherine’s College.
1952 wurde er zusätzlich Honorarprofessor an der Universität Hamburg. 1953 und 1954 forschte er am Institute for Advanced Study (IAS) in Princeton, New Jersey. 1956 wurde er zum Mitglied der British Academy gewählt. Mit Samuel Miklos Stern gab er ab 1962 die Fachzeitschrift Oriental Studies heraus.
Walzer war seit 1927 mit Martha Eva Sophie Cassirer, Tochter des Verlegers Bruno Cassirer, verheiratet.

## Veröffentlichungen (Auswahl)
- Magna Moralia und aristotelische Ethik (= Neue philologische Untersuchungen. H. 7, ZDB-ID 500328-3). Weidmannsche Buchhandlung, Berlin 1929 (Zugleich: Berlin, Universität, wesentlich erweiterte und umgestaltete Dissertation, 1927).
- Galens Schrift über die medizinische Erfahrung: Vorläufiger Bericht. In: Sitzungsberichte der Preussischen Akademie der Wissenschaften. Philosophisch-Historische Klasse. 1932, ISSN 0933-8152, S. 449–468 (Auch Sonderabdruck: De Gruyter, Berlin 1932).
- als Herausgeber: Aristotelis Dialogorum fragmenta (= Testi della Scuola Normale Superiore di Pisa. Band 2, ZDB-ID 2279626-5). Sansoni, Florenz 1934 (Nachdruck. Olms, Hildesheim 1963; Licosa Reprints, Florenz 1972).
- Galens Schrift „Über die Siebenmonatskinder“. In: Rivista degli Studi orientali. Band 15, 1935, S. 323 ff.
- Studi su al-Kindī. 2 Bände. 1938–1940;
  - Band 1: mit M. Guidi: Uno scritto introduttivo allo studio di Aristotele. In: Memorie della R. Accademia Nazionale dei Lincei. Classe di scienze morali, storiche e filologiche. Ser. 6, Vol. 6, Fasc. 6, 1940, ISSN 0391-8149, S. 375–419 (Auch Sonderabdruck. Bardi, Rom 1938).
  - Band 2: mit H. Ritter: Uno scritto morale inedito di al-Kindī (Temistio Περὶ ὰλυρὶας?). In: Memorie della R. Accademia Nazionale dei Lincei. Classe di scienze morali, storiche e filologiche. Ser. 6, Vol. 8, Fasc. 1, 1938, S. 5–63 (Auch Sonderabdruck. Bardi, Rom 1938).
- als Herausgeber und Übersetzer: Eraclito: Raccolta dei frammenti e traduzione italiana (= Testi della Scuola Normale Superiore di Pisa. Vol. 4). Sansoni, Florenz 1939 (Nachdruck. Olms, Hildesheim 1964).
- als Herausgeber mit Franz Rosenthal: Alfarabius: De Platonis philosophia (= Corpus Platonicum Medii Aevi. Plato Arabus. Vol. 2, ZDB-ID 2325939-5). Warburg Institute, London 1943 (Text arabisch und lateinisch).
- als Herausgeber und Übersetzer: Galen on medical experience. 1st edition of the arabic version with english translation and notes. Oxford University Press, London u. a 1944 (Nachdruck ebenda 1946).
- Arabic Transmission of Greek Thought to Medieval Europe. In: Bulletin of the John Rylands Library, Manchester. Band 29, Nr. 1, 1945, ISSN 0021-7239, S. 160–183 (Auch Sonderabdruck. Manchester University Press, Manchester 1945).
- Galen on Jews and Christians. Oxford University Press u. a., Oxford u. a. 1949.
- als Herausgeber mit Paul Kraus: Galeni compendium Timaei Platonis. Aliorumque dialogorum synopsis quae extant fragmenta (= Corpus Platonicum Medii Aevi. Plato Arabus. Band 1). Warburg Institute, London 1951 (Nachdruck: Kraus Reprint, Nedeln 1973).
- New Light on the Arabic Translations of Aristotle. In: Oriens. Band 6, Nr. 1, 1953, S. 91–142.
- Islamic Philosophy. In: Sarvepalli Radhakrishnan (Hrsg.): History of Philosophy Eastern and Western. Band 2. Allen & Unwin, London 1953, S. 120–148 (2nd imprint. ebenda 1957).
- Greek into Arabic. Essays on Islamic philosophy (= Oriental Studies. Band 1). Bruno Cassirer, Oxford 1962 (2nd imprint. ebenda 1963).
- L’éveil de la philosophie islamique (= Revue des etudes islamiques. Hors serie Vol. 1, ISSN 0768-262X). Librairie Orientaliste Paul Geuthner, Paris 1971.
- als Herausgeber und Übersetzer: al-Farabi on the perfect state. = Abū Naṣr al-Fārābī’s Mabādi' Ārā' ahl al-madīna al-fāḍila. A revised text with introduction, translation, and commentary. Clarendon Press, Oxford 1985, ISBN 0-19-824505-X (Text arabisch und englisch).
- als Übersetzer mit Michael Frede: Galen: Three Treatises on the Nature of Science (= Hackett Classics. Vol. 592). Hackett, Indianapolis IN u. a. 1985, ISBN 0-915145-91-X.
- als Herausgeber mit J. M. Mingay: Aristotelis Ethica Eudemia. Clarendon Press, Oxford 1991, ISBN 0-19-814575-6 (Text griechisch und lateinisch, Einführung lateinisch).